# 红萼茶藨子
红萼茶藨子（学名：Ribes rubrisepalum）为虎耳草科茶藨子属下的一个种。

## 扩展阅读
- 維基物種上的相關：红萼茶藨子